# Odškodnina
Odškodnina je pravni pojem, ki pomeni (denarno ali drugo) nadomestilo za oškodovanje oz. škodo. 
Odškodnine se dogovarjajo bodisi v sodnem postopku, bodisi v poravnavi med oškodovancem in povzročiteljem oz. zavarovalnico, ki je zavarovala določen dogodek.

## Odškodninsko pravo
Odškodninsko pravo se ukvarja s področjem škod in škodnih dogodkov, ki posamezniku zmanjšajo premoženje ali ga kako drugače onemogočijo v uživanju dobrin (kot na primer telo, čast, dobro ime, telesna integriteta, fizične bolečine, strah, druge psihične bolečine in podobno).